# フィデル・カストロにちなんで名付けられた事物の一覧

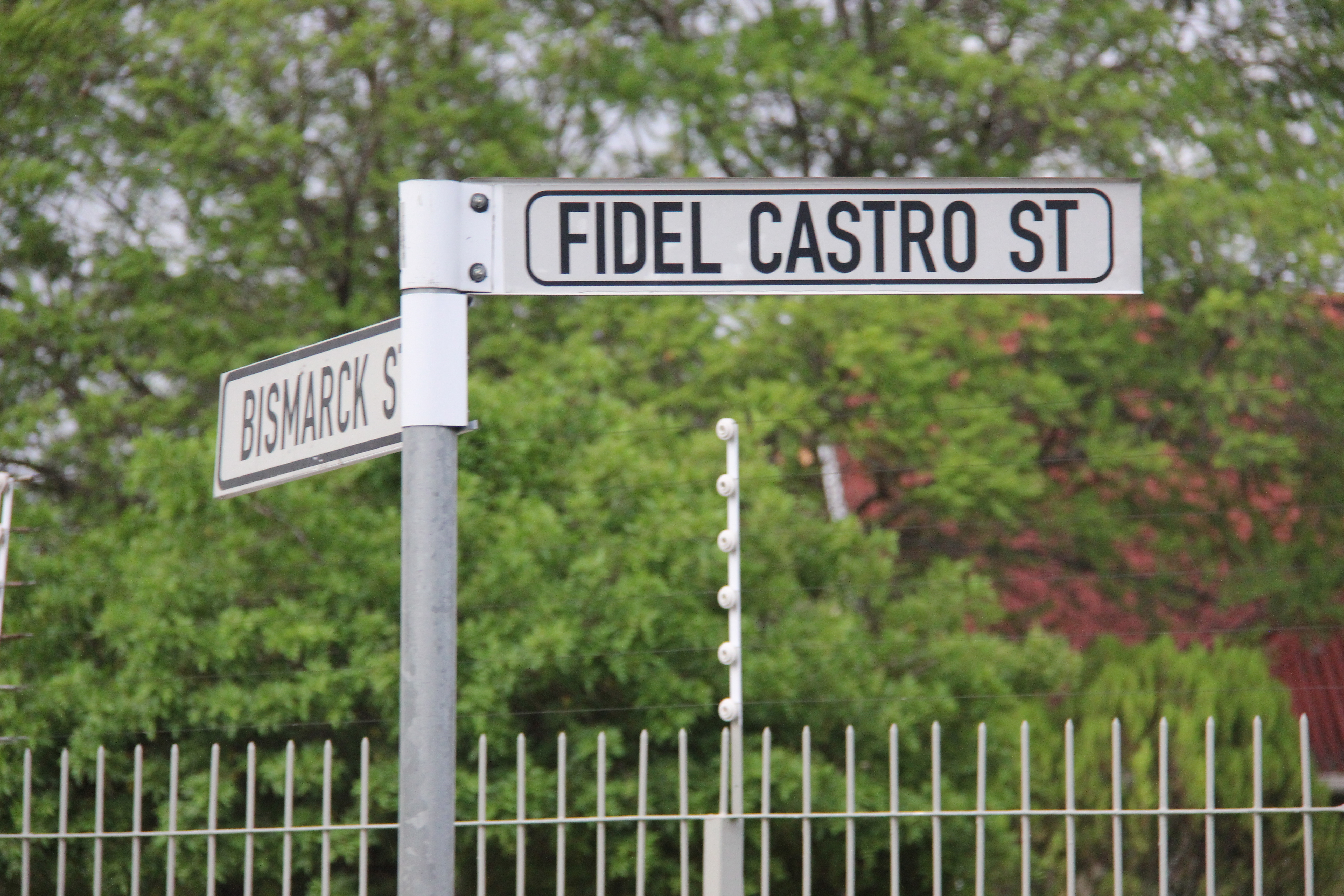
ウィントフックのフィデル・カストロ通り。

フィデル・アレハンドロ・カストロ・ルス（Fidel Alejandro Castro Ruz, 1926年8月13日 - 2016年11月25日）は、1959年から2006年までのキューバ指導者である。カストロはキューバ革命率いてフルヘンシオ・バティスタ政権を打倒した。以下はカストロにちなんで名付けられた土地や建築物などの一覧である。

## キューバ国内
カストロは個人崇拝の流れを避けたため、キューバ国内にはカストロの名を冠した道路、建物、機関、地域は存在しない。またカストロの公式写真も存在しない。1959年にイタリアの彫刻家のエンツォ・ガッロ・キアパルディがカストロの胸像を制作したが、カストロはその破壊を命じた。2003年の国際労働者の日の演説でカストロは「存命の革命家に対して、銅像、公式写真、道路や施設に名前をつけるといった形での個人崇拝が行われることはない。この国の指導者は神ではなく人間なのだ」と述べた。カストロの死後、キューバ政府はカストロの個人崇拝を望まない意向に沿い、彼にちなんだ「施設・道路・公園・その他の公共の場所への命名、あるいは胸像や彫像、その他の形で賛辞を表現する」ことを禁止する法律を可決すると発表した。

## キューバ国外
フィデル・カストロに敬意を表して名付けられた事物はキューバ国外に存在する:

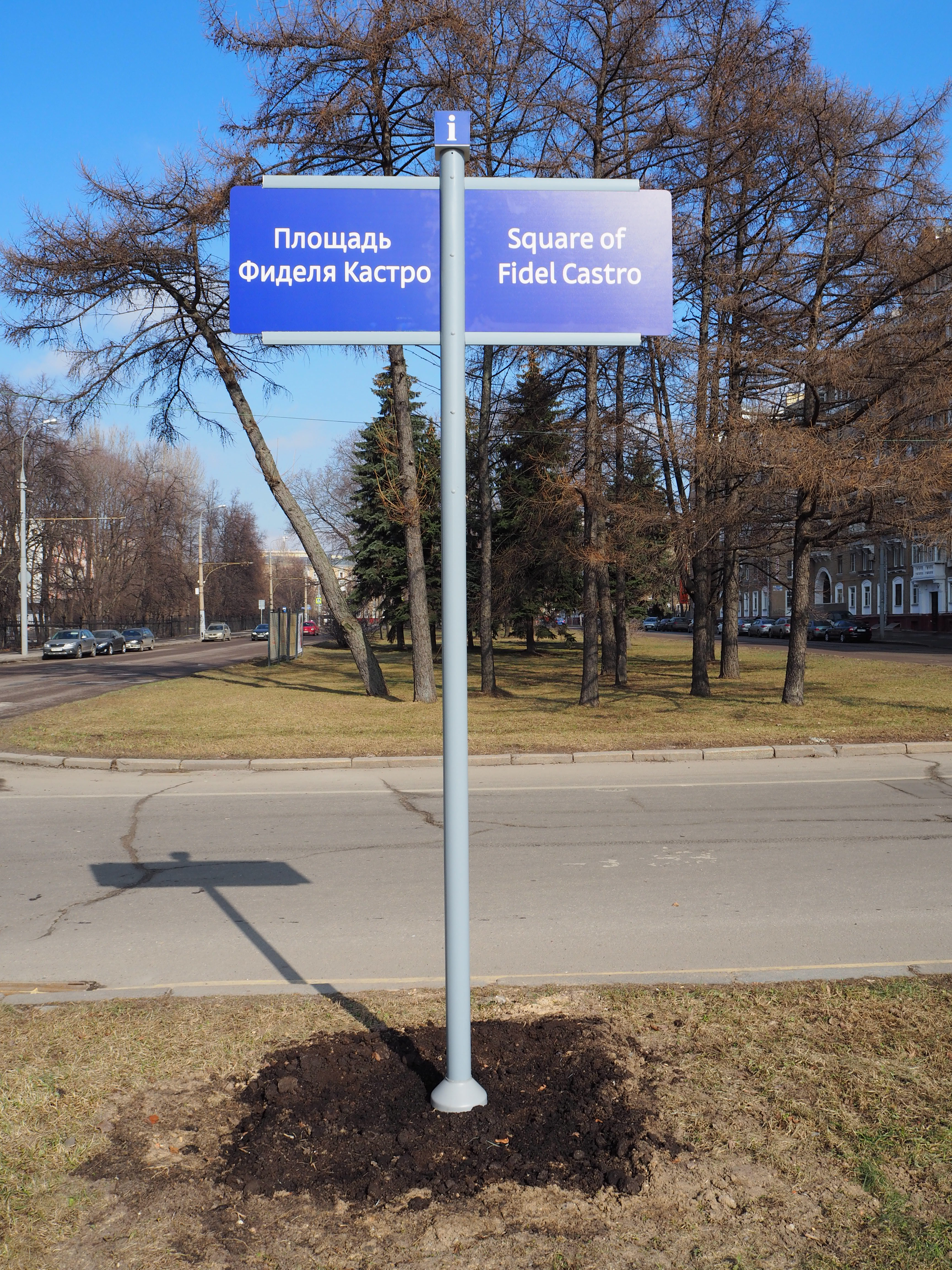
モスクワのフィデル・カストロ広場。

- フィデル・カストロ公園 (Fidel Castro Park, ベトナム クアンチ省ドンハ)[6][7]
- フィデル・カストロ通り (Fidel Castro Street, 南アフリカ共和国 プレトリア)[8]
- フィデル・カストロ通り (Fidel Castro Street, 南アフリカ共和国 ケープタウン)[9]
- フィデル・カストロ通り (Fidel Castro Street, 南アフリカ共和国 レディスミス)[10]
- フィデル・カストロ通り (Fidel Castro Street, 南アフリカ共和国 (クラークスドープ（英語版）)[11]
- フィデル・カストロ・ハウス (Fidel Castro Ruz House, 南アフリカ リンポポ州保険局)[12]
- フィデル・カストロ・ビルディング (Fidel Castro Building, ブルームフォンテーンで最高層、州政府が置かれ、「フリーステイト州の誇り」として知られる)[13]
- フィデル・カストロ通り (Fidel Castro Street, ギニア コナクリ)[14]
- フィデル・カストロ通り (Fidel Castro Street, ナミビア ウィントフック)[15][16]
- フィデル・カストロ学校 (Fidel Castro School, ナミビア ウィントフック)[17]
- フィデル・カストロ中等学校（英語版） (Fidel Castro Secondary School, タンザニア ウウィ（英語版）)[18]
- フィデル・カストロ学校 (Escola Fidel Castro, アンゴラ トンブワ（英語版）)[19]
- フィデル・カストロ小学校 (Escola Primária Nº 5001 Fidel Castro, アンゴラ ヴィアナ（英語版）)[20]
- フィデル・カストロ小学校 (Escola Primária Fidel Castro, モザンビーク シャイシャイ)[21]
- フィデル・カストロ・キャンパス (Campus Fidel Castro, ジャマイカ モントピーリア（英語版）)[22]
- フィデル・カストロ司令官通り (Avenida Comandante Fidel Castro, アンゴラ ルアンダ)[23]
- フィデル・カストロ広場（ロシア語版） (Площадь Фиделя Кастро, ロシア モスクワ)[24]